# Тельце Мейснера

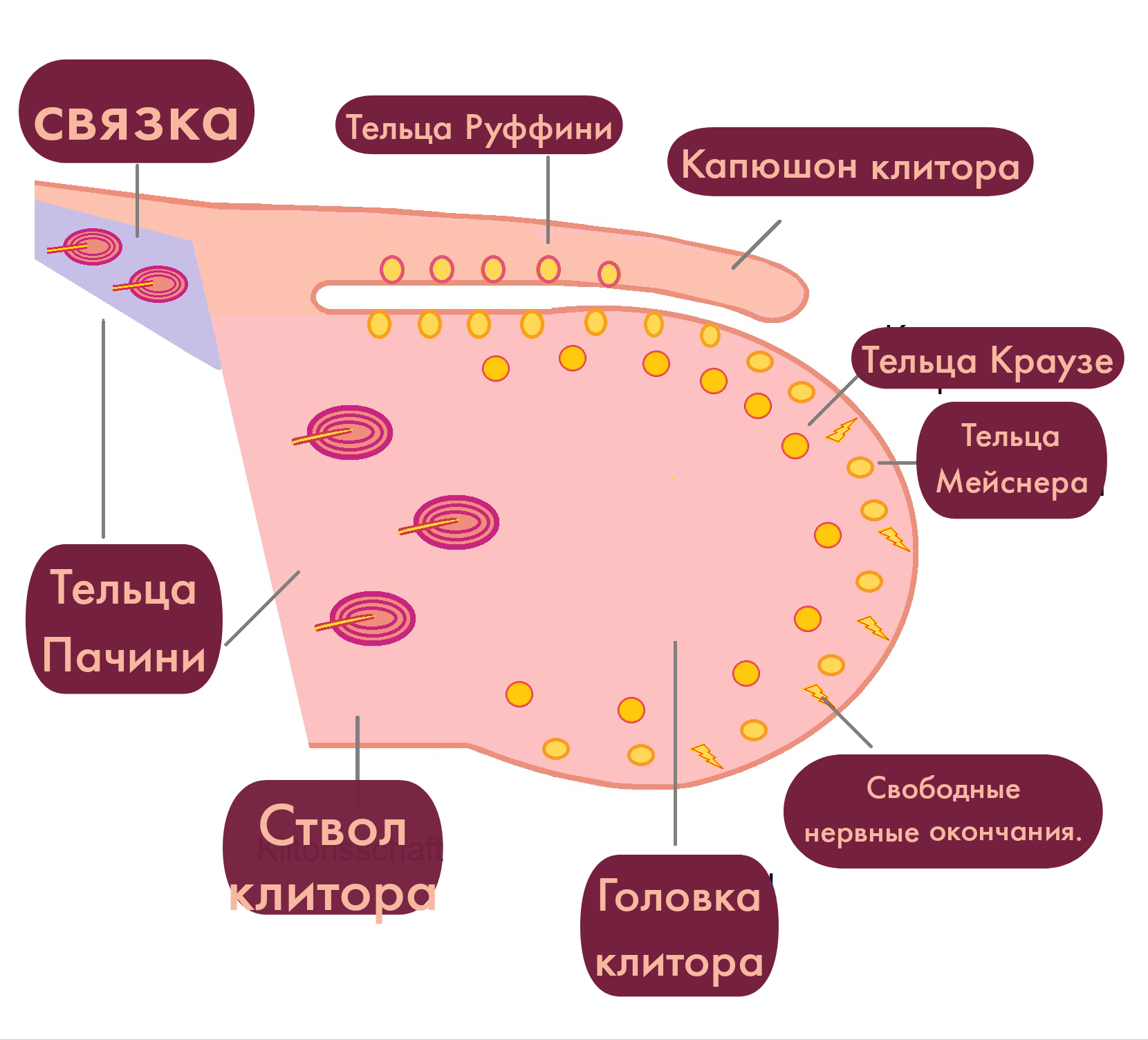
Рецепторы головки и капюшона клитора в продольном разрезе

Тельце Мейснера (осязательное тельце) — рецептор, инкапсулированное нервное окончание.
Присутствует в дерме кожи, особенно часто в кончиках пальцев, подошвах, сосках, веках, губах и половых органах.
Тельце Мейснера имеет округлую (овальную) форму, в центре его располагается спирально свёрнутое безмиелиновое разветвление миелинового волокна, которое проходит через поперечно расположенные овальные клетки, напоминающие шванновские клетки. Снаружи тельце покрыто соединительнотканной капсулой.
В зависимости от размера и упаковки глиальных клеток вокруг нервного отростка имеется несколько типов инкапсулированных телец.